# Philips Computer Industrie
Philips Computer Industrie (PCI) is de oorspronkelijke naam van de door Philips opgezette hoofdindustriegroep voor de fabricage en verkoop van elektronische computers.

## Voorgeschiedenis
Nadat tijdens en na de Tweede Wereldoorlog er al enige zeer grote elektronische computers waren gebouwd op basis van elektronenbuizen, duurde het nog enige tijd voordat dit soort machines van belang werd voor commerciële rekentaken, met name de automatisering van bedrijfsadministraties. Ook Philips was in deze ontwikkelingen geïnteresseerd. Bij het Philips Natuurkundig Laboratorium werd de PETER gebouwd, die in 1958 operationeel werd. Deze werd gevolgd door de PASCAL, die in 1960 in gebruik werd genomen en veel sneller en betrouwbaarder was dan zijn voorganger.
De Raad van Bestuur besloot om op basis van deze kennis te beginnen met de fabricage van computers, waartoe in 1963 de hoofdindustriegroep PCI in het leven werd geroepen. Deze startte op 19 februari 1963 te Apeldoorn met 25 mensen die afkomstig waren van het Natuurkundig Laboratorium. Zij begonnen in een voormalig rotanfabriekje aan de Molenstraat. Reeds in 1964 ontstond de twijfel of de achterstand op de concurrentie, met name IBM, nog wel in te halen was. Deze bepaalde de standaarden in de zich snel ontwikkelende wereld van de toenmalige mainframe-computers. Men besloot de door IBM bepaalde standaarden te volgen.
In 1965 kocht Philips de firma Siemag, (Siegerländer Maschinenbau Aktiën Gesellschaft) een fabrikant van rekenmachines en computers in Eiserfeld bij Siegen in Duitsland. Hier kwamen onder andere de tweedegeneratie kantoorcomputers (small business computers) P-2000, P-4000 en P-8000 vandaan. Deze waren opgebouwd in Diode-Transistor Logica (DTL) met 5 transistoren op één niet-verwisselbare printplaat. (Dus 2,5 flip-flops per plaat.) Deze machines werkten voor in- en output met magneetstripkaarten waarin de informatie in 4-sporentechniek werd opgeslagen. Voor output hadden deze computers een ingebouwde, motoraangedreven typehevelprinter, die op het niet-magnetiseerbare gedeelte van die kaarten printte. Deze computers waren volledig in micro-code (machinetaal) geprogrammeerd, want een compiler of assembler was er niet voor. Tevens was er outputrandapparatuur als ponskaart- en ponsbandponsers aan te sluiten. Ook de Philips rekenmachines kwamen bij Siemag van de band met de P250 (DTL) als eerste productiemodel. Later kwamen de modellen P249, P251 en P252. Deze modellen bezaten geïntegreerde schakelingen, eerst in DTL- en later in Transistor-Transistor Logica (TTL) en waren voorzien van een zeer uniek afdruksysteem, een van de eerst bekende 9-naalds dot-matrix concepten. Al deze apparaten werkten met ringkerngeheugens.

## Mainframes
In 1966 werd de Nederlandse computerfabrikant Electrologica overgenomen, vooral omdat men bang was dat de concurrentie deze fabriek zou kopen. De naam van PCI werd veranderd in N.V. Philips-Electrologica. In hetzelfde jaar werd de nieuwe fabriek in Apeldoorn geopend. Terwijl de productie van de Electrologica computers gestaakt werd, kwam Philips in 1969 met de P1000 computerfamilie op de markt. Het eerste exemplaar werd verkocht aan de PTT voor de automatisering van de Girodienst. De leveranties kwamen echter voornamelijk tot stand via netwerken en niet via de gebruikelijke verkoopkanalen. Er werden slechts enkele honderden van deze computers verkocht. In 1976 stopte de productie ervan. Ondertussen groeide het Apeldoornse personeelsbestand tot (op z'n hoogtepunt) 2500.
Een succes was vanaf 1970 de P350-series, geënt op de P-2000 e.v., doch met veel meer mogelijkheden voor in- en output alsmede geheugengroottes, volgens klantspecificatie. Deze small business computers werden in Assembler taal geprogrammeerd en de programma's werden via een ponskaartenlezer in het kerngeheugen gebracht. Deze computers werden mede vervaardigd door Siemag, (beschrijving zie hiervoor). ook in 1970 werd Procento te Amsterdam door Philips overgenomen, een kantoormachine- en tijdregistratieapparatuur bedrijf met ongeveer 250 werknemers, die ook Philips kantoorcomputers verkocht, installeerde en repareerde. In 1970 werd het Zweedse bedrijf Arenco overgenomen, dat bankterminals vervaardigde. Voorts werd de P800 geïntroduceerd. Dit was een minicomputer, in navolging van de succesrijke PDP-8 van Digital Equipment Corporation. 
Omdat de markt voor computers voornamelijk in handen was van Amerikaanse bedrijven als IBM, Univac en Burroughs, besloot de Europese computerindustrie tot samenwerking, waartoe in 1972 Unidata werd opgericht, waarin Siemens, Philips en het Franse CII samenwerkten in UNIDATA. Dit leidde tot een zeer bureaucratische organisatie. Philips zou de kleinste machine van het pakket bouwen, dit werd de X-0, later de 7720 genoemd en gelijktijdig met de P450 te Apeldoorn geproduceerd . De samenwerking kwam echter niet van de grond en kwam in 1976 geheel ten einde. De Fransen stapten  een jaar eerder in 1975 uit het verband en gingen samenwerken met Honeywell. Dit werd Honeywell-Bull, dat in 1991 weer werd ontvlochten en waaruit het Franse Bull ontstond. 
In 1974 zijn in Apeldoorn nog de P450 en in Eiserfeld (Duitsland) de P4000 3-e generatie (TTL-techniek small businesscomputers geproduceerd, waar zeer diverse randapparatuur en programmeertalen/compilers voor beschikbaar waren.
De naam Philips-Electrologica werd in 1976 omgezet in Philips Data Systems (PDS).

## Minicomputers
1976 betekende het einde van de mainframe productie bij Philips, waardoor 2000 mensen alleen al in Nederland hun baan verloren. Philips Data Systems ging zich concentreren op minicomputers en kleinere systemen. Dit leidde tot de enige twee jaren met winst: 1984 en 1985. 
Ondertussen was eerst de homecomputer en daarna de personal computer op de markt gekomen. Philips was in de homecomputermarkt actief met van 1981 met de Philips P2000 en later de MSX. 
De opmars van personal computers zette door in 1981 met de IBM-PC en Philips besloot in 1986 om ook pc's te gaan bouwen, de Philips :YES. Deze was niet IBM-compatibel doch wel sneller (een 80188 processor en een 20 MB HD, waar IBM toen nog met de 8086 processor en een 10 MB HD verkocht werd. Doch de incompatibiliteit met IBM, waar veel meer applicatieprogrammatuur voor beschikbaar was en de prijs, nekte de :YES. 
De P3100 PC (geproduceerd door Corona Datasystems) en de P3200 PC deden het beter, vooral bij de overheid.
Vanwege de toenemende integratie van informatietechnologie met communicatietechnologie besloot men tot een fusie tussen PDS en de Hilversumse telecommunicatiedivisie (PTS), die echter in 1989 weer werd ontbonden.

## Het einde
Ondertussen werd ook de Philips PC geen succes. Zelfs in Nederland was het marktaandeel van de pc's van Tulip Computers al veel groter dan dat van Philips. 
In 1991 werd het productiebedrijf Philips Data Systems (PDS) en Philips Telecommunicatie en Informatie Systemen (PTIS), aan Digital Equipment Corporation (DEC) verkocht. Voor Nederland werd dat Digital Equipment Enterprise BV. Nog geen half jaar later  bleek dit een "sterfhuisconstructie" te zijn: iedereen die maar enigszins gemist kon worden en/of 50 jaar of ouder was werd in enkele ronden van ruim honderd personen ontslagen. 
De Apeldoornse fabriek beperkte zich voortaan tot het assembleren van printplaten. Het aantal medewerkers liep terug tot 73. Ook deze activiteit werd uiteindelijk te duur bevonden. Er is nog gepoogd om de Apeldoornse vestiging te verkopen. Het Belgische IPTE, een bedrijf uit Genk dat machines levert aan de elektronica-industrie, leek een serieuze kandidaat: 'slechts' 26 arbeidsplaatsen zouden verdwijnen. Nadat een lijst van "slachtoffers" al bekend was gemaakt, ging de koop niet door waardoor de vestiging in 2003 werd gesloten en alle medewerkers hun baan verloren.